# Бомбардування Данцига

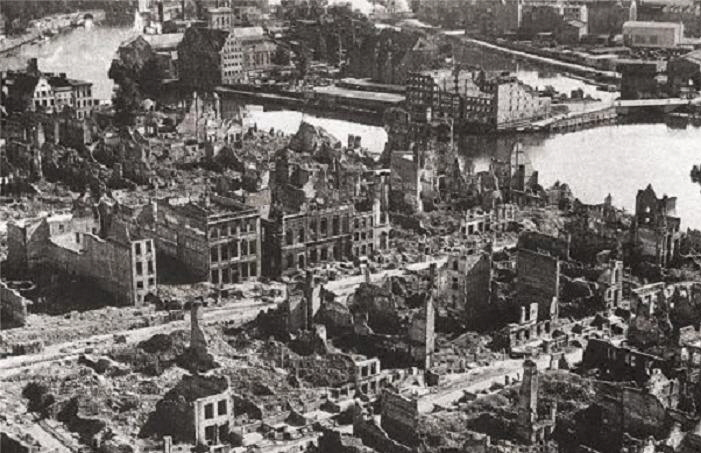
Данциг після бомбардування (1945)

Бомбардування Данцига — серія військових операцій союзників проти міста Данциг (Гданськ) під час Другої світової війни.

## Передісторія
Розташований у гирлі Вісли у східних регіонах нацистської Німеччини, Данциг спочатку був недоступним для британських бомбардувальників. У Данцигу на той час проживало близько 220 тис. осіб, майже виключно німці. У місті знаходились верф та залізничні майстерні, а також головна верф Schichau-Werke. Були також цегельні, цементні заводи та портові споруди, на яких працювали в'язні концтабору Штутгоф. Після 1939 року в Данцигу дислокувалися підрозділи Кригсмаріне, Вермахту і Люфтваффе. Місто також було центром райхсгау Данциг — Західна Пруссія.

### Перший наліт 1942 року
Перший повітряний наліт Королівських ВПС відбувся 11 липня 1942 року. На місто летіли 44 бомбардувальники Avro Lancasters, з яких лише 15 досягли цілі. Ймовірно, цілями були верфі, мости, центральний вокзал та кораблі Кригсмаріне, які на той час перебували в гавані Данцига. Під час нальоту було знищено цивільні об'єкти; загинуло 90 осіб. Два бомбардувальники були збиті зенітними установками.

### Наліт 9 жовтня 1943 року
На початку жовтня 1943 року 8-ма повітряна армія ВПС США атакувала місто 378 літаками. Дійшло до сильних руйнувань у центрі міста; можливо, Данциг був лише альтернативною ціллю для ВПС США, які намагалися досягти заводу Фокке-Вульф в Кенігсдорфі поблизу Марієнбурга.

### Повітряні нальоти на заключному етапі війни
26 січня 1945 року відбулась перша повітряна атака на Данциг радянською авіацією. Було пошкоджено кілька будинків в історичній частині міста. Навесні 1945 року, під час розгортання Східно-Померанської операції, відбулися нові авіанальоти радянських ВПС. Атаки 9, 16 і 18 березня спричинили великі пожежі в центрі Данцига. Під час захоплення міста Червоною Армією та Військом Польським, місто було атаковано штурмовою авіацією. Через нальоти авіації та бойові дії було зруйновано 60% міста. Знищено увесь історичний центр з трьохсот-двохсотрічними будинками у ганзейському стилі. Після передачі Данцига у склад Польщі місто повністю відбудували.